# Harper, Texas
Harper är en ort i Gillespie County i delstaten Texas, USA.